# ダイヤモンド窒素-空孔中心
ダイヤモンド窒素-空孔中心（NV中心、英語: Diamond Nitrogen-Vacancy Center）とは、ダイヤモンドの空孔を利用した室温で動作できる量子素子で、格子欠陥の一種である。

## 概要
ダイヤモンド窒素-空孔中心は、ダイヤモンドの結晶中、本来は炭素があるべきところに窒素(N)で置換され、隣接する位置に空孔(V)がある複合欠陥で、NV中心が電子1個を捕獲して負に帯電時にNV中心はスピンと呼ばれる磁気的な性質を示す。多くの種類の量子ビットは冷却が必要であるのに対して、NV中心は室温でも量子状態を保つことができる。「ダイヤモンド」を省略して、窒素-空孔中心、窒素空孔中心、NV中心、NVセンター（英語: Nitrogen-vacancy center, NVC）などの略称で呼ばれる。

## 性質

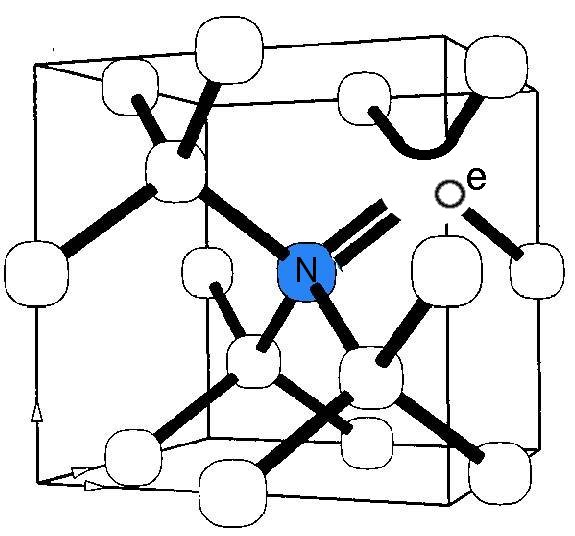
NVセンターの模式図

窒素を取り込んだダイヤモンドでは炭素原子とは結合しない残りの1方向には窒素の孤立電子対が分布するため、この方向の隣接部には炭素が入ることが出来ず、ダイヤモンド中には窒素(N)と空孔(V)がペアとなったNV中心と呼ばれる欠陥が生じる。このNV中心は電子を捕獲して負に帯電しやすく、その状態だと「空孔に隣接する3炭素から供給された3個の電子」と「窒素から供給された電子対」、「捕獲した電子1つ」の6電子がNV中心に存在する。この6電子は[↑↓][↑↓][↑][↑]とNV中心の位置の軌道に入り（最後の二つの軌道はほぼ同じエネルギーを持ち縮重している）、この結果、電子2つ分のスピンが生き残っている（この電子2つ分のスピンは，同じ方向を向く）。
通常、量子状態はたいへん壊れやすいが、ダイヤモンドの場合は結合が強く硬いためバンドギャップが広く、数百℃以上の高いエネルギーを加えてもこの電子を放出しないという性質があり、このことがスピンの安定に役立っていて、スピンの量子情報を壊す原因として、結晶構造の変形のしやすさを表す指標である「弾性係数」や、他の不純物や欠陥が持つスピンの存在などがあるものの、ダイヤモンドは硬く、また不純物や欠陥については炭素という1種類の元素からできているので、近年、合成技術が進歩したことで不純物や欠陥の影響を除去しやすく、スピンが持つ量子情報を室温で長く保持させることに貢献していて十分長く量子特有の「重ね合わせ状態」を保持できる。現時点では室温で一個のスピンを操作したり、検出したり、観測できるのは、ダイヤモンド中のNV中心のみとされる。
ダイヤモンドの赤／近赤外蛍光の原因である窒素－空孔(N-V)欠陥と、鮮緑色のフォトルミネセンスを有する窒素－空孔－窒素(N-V-N)色中心（またはH3中心）とが、光学活性欠陥として研究が進む。
負に帯電したNV中心は、量子センサー用の重要なシステムとしても期待される。NV中心のスピン状態は光学的に検知された核磁気共鳴（ODMR：optically detected magnetic resonance）といった磁気共鳴法で検知可能であり、周辺の磁場環境に鋭敏なため、NV中心を有するダイヤモンドは、超高感度磁気センサーとして利用可能で、磁場以外にもNV中心は電気、温度、ひずみに対しても高い感度を示す。

## 用途
NV中心は、磁場、電気、温度、ひずみに対して反応を示すため、それぞれの特性を利用して、室温で動作する高感度な量子センサーとなる。また、単一光子光源や量子計算素子としての応用も考えられている。

### 生体センシング
ナノダイヤモンドを測定対象の内部に入れる方法とNV中心磁気顕微鏡のように測定対象の外部から計測を行う方法が存在する。ここでは、ナノダイヤモンドを用いた方法を説明する。NV中心を有するダイヤモンドは、490-560 nmの光励起波長に対し赤／近赤外（637-800 nm）で発光するのでほとんどの細胞自家蛍光波長とは重ならないため、バイオイメージング用途に適する。NV中心のスペクトルは、負に帯電した欠陥（NV-）では638 nmでゼロフォノン線（ZPL:zero-phonon line）を示し、中性状態では575 nmでZPLを示す。NV中心を含むナノダイヤモンドの発光強度は、1粒子中のNV中心の数によって決まり、全反射蛍光顕微鏡（TIRF：total internal reflection fluorescence microscopy）測定を用いて同一条件下で並べて比較した場合、100 nmナノダイヤモンドのPL輝度は、Atto 532色素の輝度よりも1桁以上大きいとされ、H3中心は、青色光で励起した場合に約530 nmで最大の緑色蛍光を発する。NVおよびNV-N中心は高エネルギー条件下で連続的に励起しても光褪色または明滅しない。

### その他の用途
- 量子演算
- 量子メモリー
- 磁場測定
- 温度測定
- 電場測定
- ひずみ測定
- 核磁気共鳴測定（nano-NMRも参照）

## 文献
- 水落憲和、「22pWB-3 ダイヤモンド中の単一 NV 中心における核スピンを用いた量子情報研究 (22pWB 領域 12 シンポジウム: 単一分子分光の最前線, 領域 12 (ソフトマター物理, 化学物理, 生物物理))」『日本物理学会講演概要集』 63.2.2 巻 (2008), doi:10.11316/jpsgaiyo.63.2.2.0_329_1
- 水落憲和、「ダイヤモンド中の単一 NV 中心を用いた量子情報処理」『日本物理學會誌』 64.12 (2009): 910-918.
- Shin C.S, Avalos C.E, Butler M.C, Trease D.R, Seltzer S.J, Mustonen J.P, Kennedy D.J, Acosta V.M, Budker D., Pines A, Bajaj V.S "Room-temperature operation of a radiofrequency diamond magnetometer near the shot-noise limit" Journal of Applied Physics 112.12 (2012): 124519, Template:Do
- 五十嵐龍治, 白川 昌宏 "蛍光ダイヤモンドナノ粒子を使った新規 1 分子イメージング法の開発." [C] 電子・情報・システム部門 光・量子デバイス研究会 (2013).
- 早瀬潤子, 大橋康平, T. Rosskopf. ほか、25pBB-14 25pBB-14 ダイヤモンド中単一NV中心を用いた微小磁場計測(量子エレクトロニクス(量子コンピューター・デコヒーレンス・量子光学),領域1(原子・分子,量子エレクトロニクス,放射線物理))」『日本物理学会講演概要集』 68.2 (2013): 134, doi:10.11316/jpsgaiyo.68.2.2.0_134_2
- 水落憲和. "ダイヤモンド中の NV 中心を用いた単一光子発生と量子情報素子への応用." (2014), NAID 40020189185.
- 五十嵐龍治, 白川 昌宏 "ダイヤモンド窒素-空孔中心の光検出磁気共鳴法" 細胞工学 33(8), 850-855, 2014, NAID 40020162074
- 杤尾豪人, 外間進悟, 原田慶恵. 「ナノダイヤモンド NVC を使った新しい生体・細胞計測法.」『生化学』 2014年 第86巻 第2号 p.145-153.